# Inga Karalienė
Inga Karalienė (* in Litauen) ist eine litauische Juristin, Gerichtsvollzieherin, Präsidentin der Gerichtsvollzieherkammer Litauens (lit. Lietuvos antstolių rūmai, LAR).

## Leben
Nach dem Diplomstudium der Rechtswissenschaft an der Rechtsfakultät der Universität Vilnius arbeitete Inga Karalienė bis Dezember 2002 als Oberspezialistin am Justizministerium. Danach gründete sie eine gemeinsame Gerichtsvollzieherkanzlei mit den Gerichtsvollziehern Neringa Lipeikienė, Gintas Badikonis, Andrius Bublys und Ramūnas Kamarauskas. Sie war Mitglied des Präsidiums der Gerichtsvollzieherkammer (Assoziation Lietuvos antstolių rūmai) bis Dezember 2004. Dezember 2004 und März 2007 wurde sie zur Vorsitzenden des Präsidiums der Gerichtsvollzieherkammer gewählt. Ihr Vorgänger war Gintaras Matkevičius. Seit dem 10. März 2015 leitet Karalienė erneut die litauische Gerichtsvollzieherkammer.